# تراموا درسدن
تراموا درسدن (آلمانی: Straßenbahnnetz Dresden) سیستم تراموا در شهر درسدن، آلمان است.
این تراموا که در سال ۱۸۷۲ تأسیس شده دارای ۱۲ خط، ۲۵۹ ایستگاه و ۱۳۲٫۷ کیلومتر طول می‌باشد.

## نگارخانه

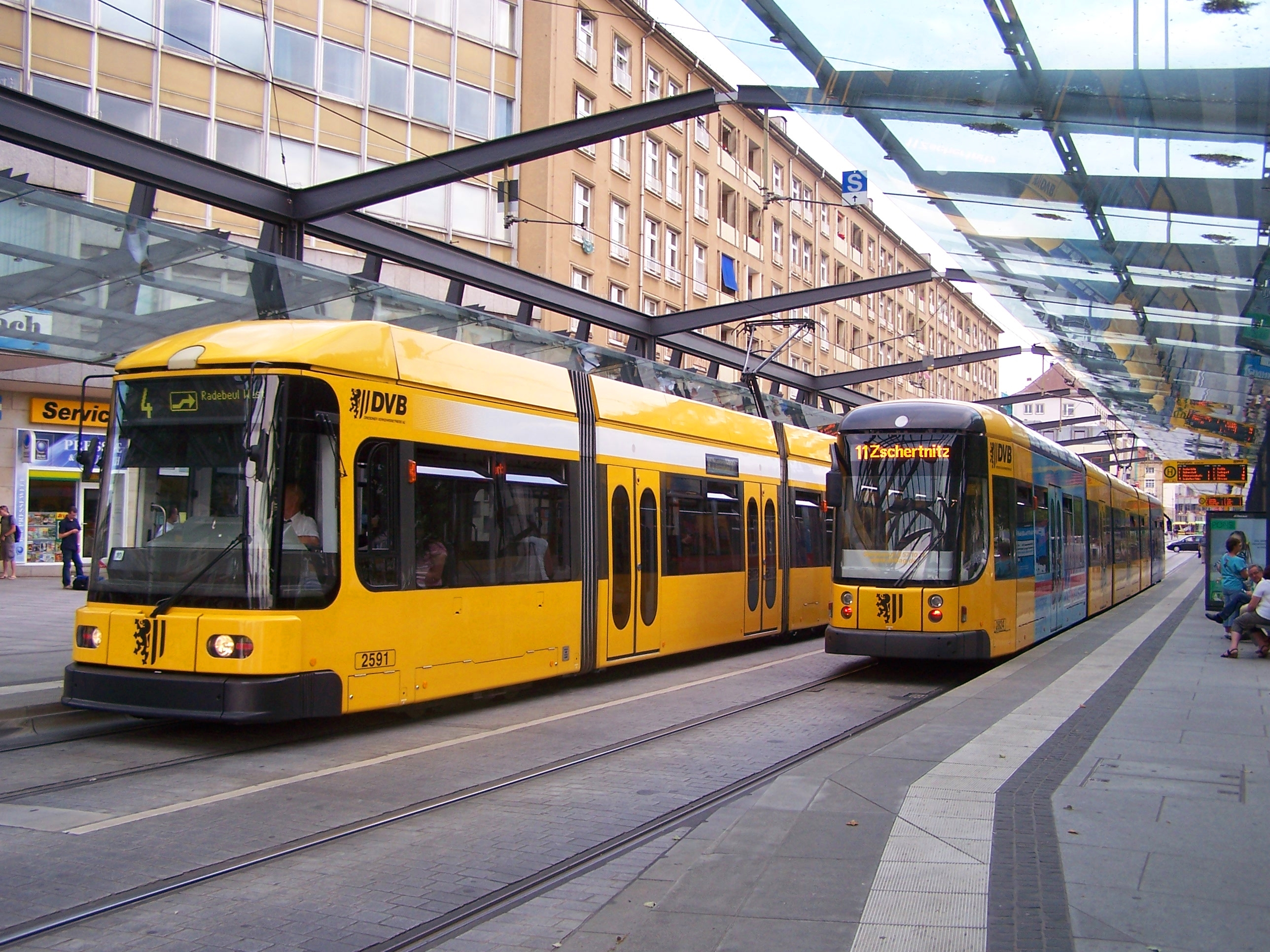
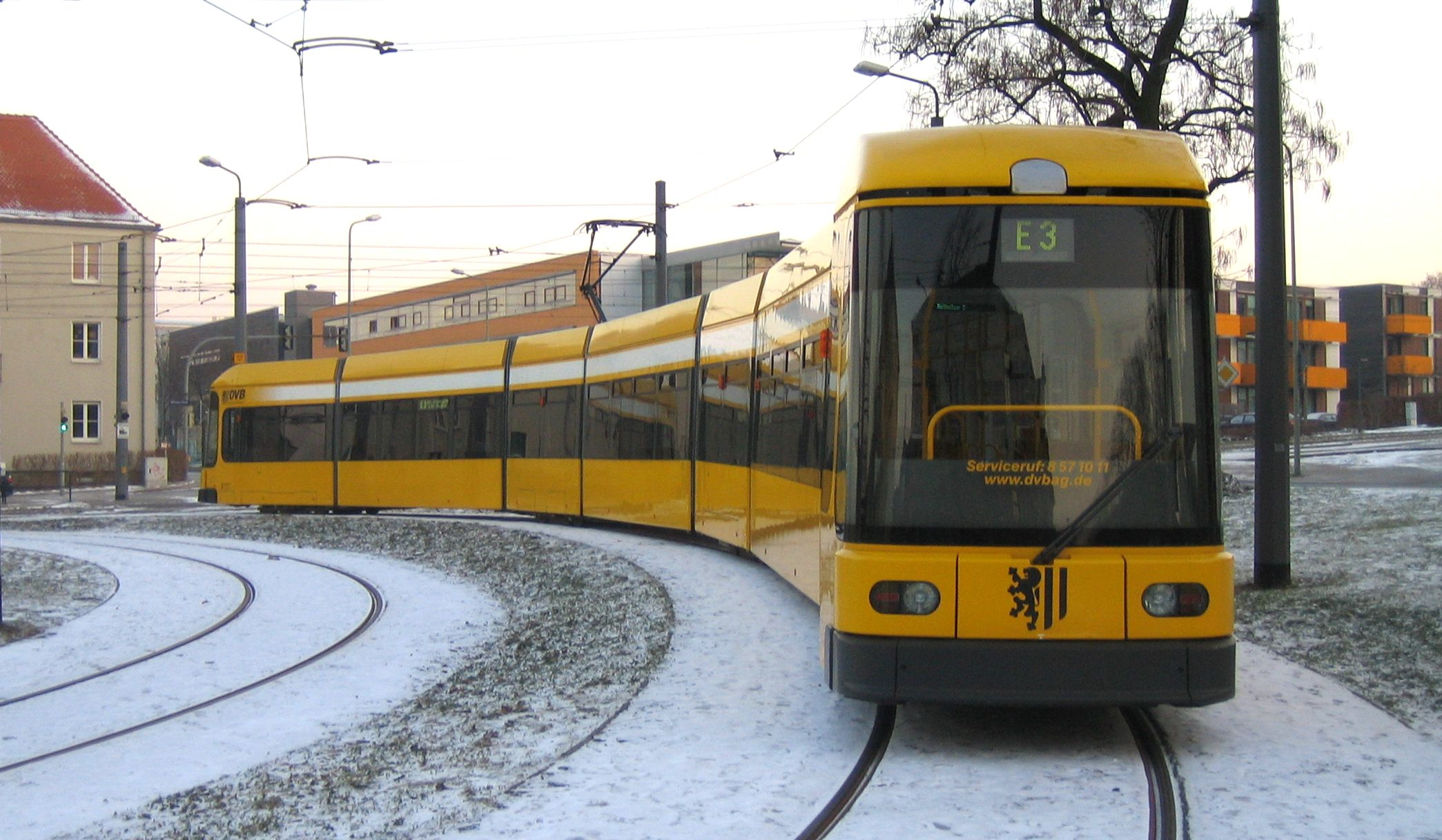
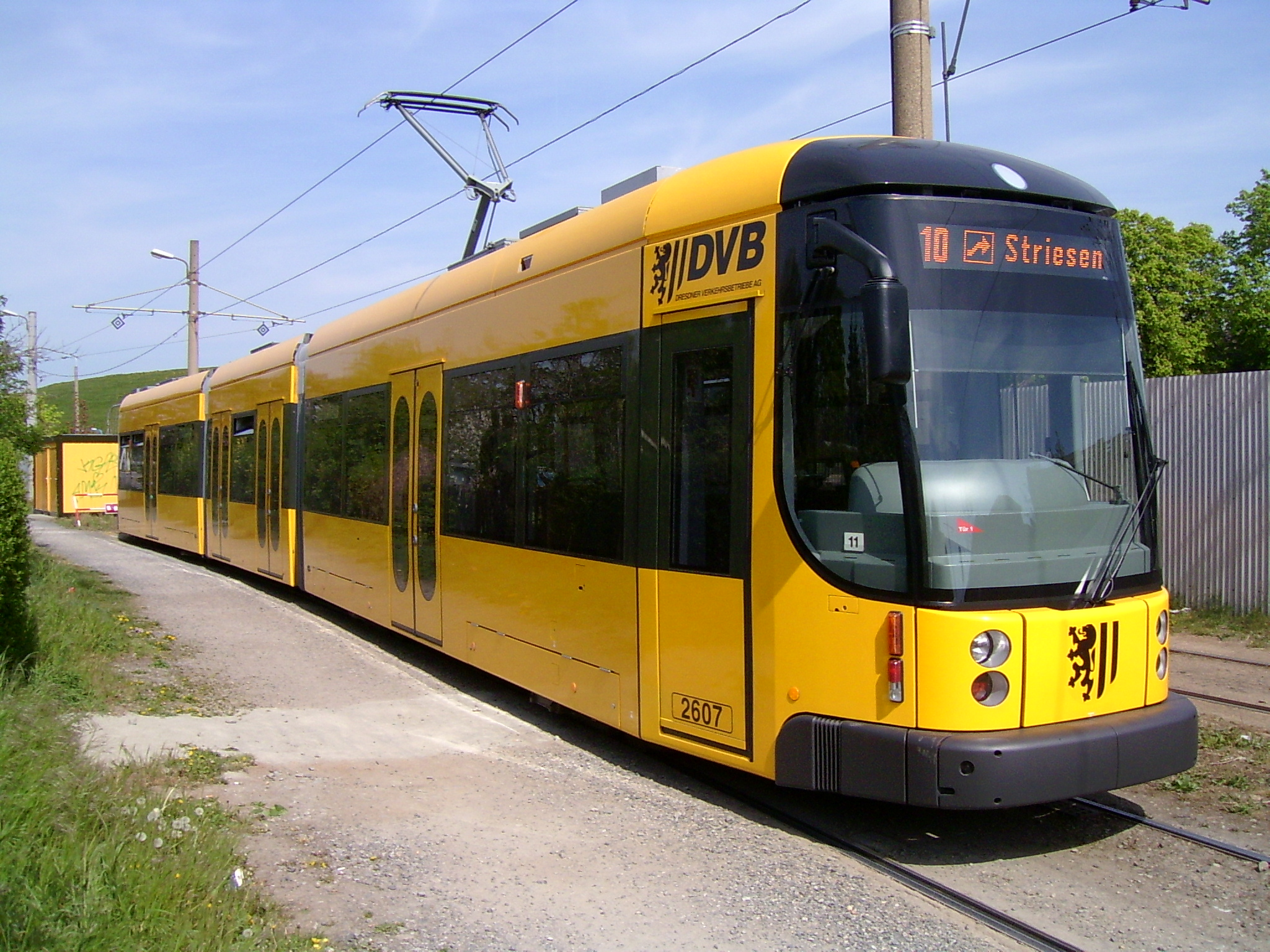
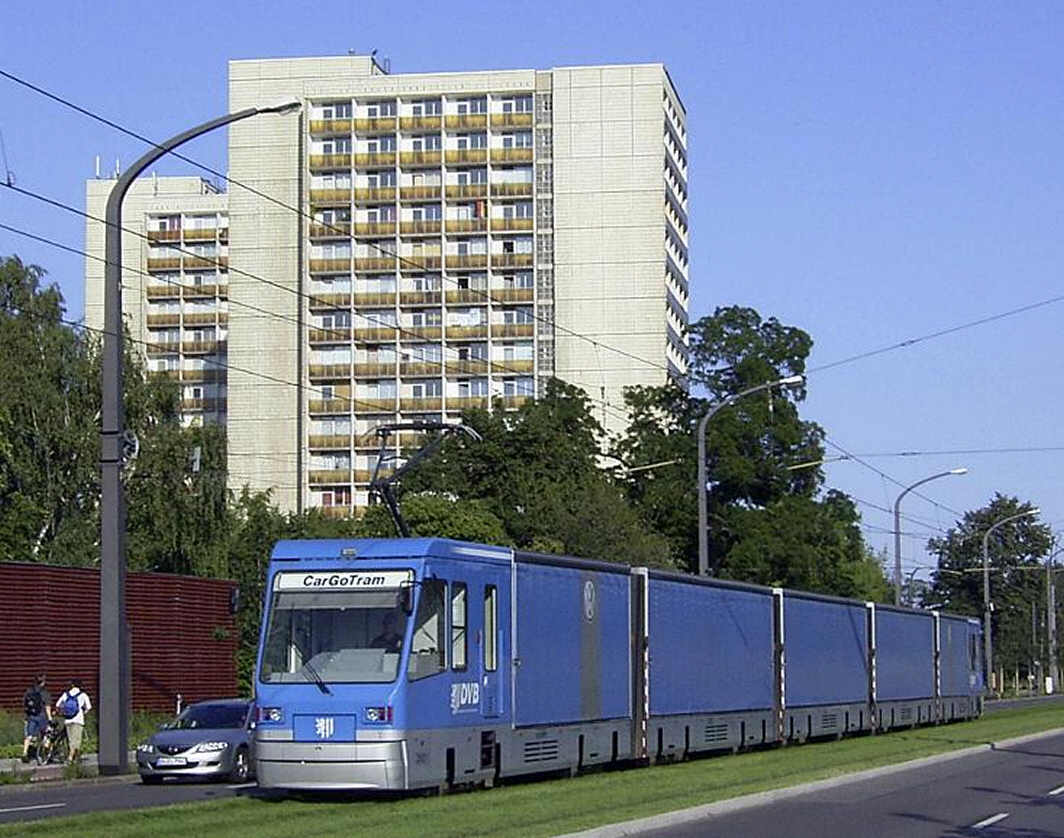